# Nature morte à la pipe (Berlin)
Pour les articles homonymes, voir Nature morte à la pipe.
Nature morte à la pipe est un tableau du peintre français Georges Braque réalisé en 1914. Cette huile sur toile est une nature morte cubiste représentant principalement une pipe et un journal. Elle est conservée au musée Berggruen, à Berlin.